# Hebichneutes citrinus
Hebichneutes citrinus är en stekelart som beskrevs av Michael J. Sharkey och Robert A.Wharton 1994. Hebichneutes citrinus ingår i släktet Hebichneutes och familjen bracksteklar. Inga underarter finns listade i Catalogue of Life.